# Sofía Castro
Angelica Sofía Sainz Rivera más conocida como Sofía Castro (Ciudad de México, 30 de octubre de 1996) es una actriz mexicana.

## Biografía
Nació en México, D.F. en el seno de una familia de tradición artística. Es hija de la actriz y ex primera dama de México Angélica Rivera y del productor de telenovelas José Alberto Castro, sobrina de la actriz Verónica Castro y prima hermana del cantante y actor Cristian Castro. Es la mayor de tres hermanas: Fernanda y Regina.
Participó en su primera telenovela, Teresa, en 2010 a los 14 años. Desde entonces ha participado en distintos proyectos televisivos como Luis Miguel: la serie y en 2018 en la película estadounidense Monster party.
En 2014 recibió el premio a la Mejor Actriz Juvenil y Mejor Revelación Femenina.
En 2019 fue una de las protagonistas de la serie El Dragón: el regreso de un guerrero (2019-2020) en el papel de Kenia.

## Filmografía

### Telenovelas
- El maleficio (2023) - Victoria[8]
- Tierra de esperanza (2023) - Valentina Rangel[9]
- Malverde: el santo patrón (2021) - Lucrecia Luna[10]
- Por amar sin ley[11] (2018) - Nora Ramos
- El Dragón: el regreso de un guerrero (2019-2020) - Kenia
- Vino el amor (2016-2017)[12] - Fernanda Robles
- El hotel de los secretos (2016) - Eugenia Ballesteros
- La malquerida (2014) - Carmen (joven)
- Por siempre mi amor (2013-2014) - Dafne Quintana Herrera
- Cachito de cielo (2012) - Sofía Salvatierra
- Esperanza del corazón (2011-2012) - Eglantina
- Teresa (2010-2011) - Sofía

### Series de TV
- Con esa misma mirada (2025) - Antonia Hidalgo Obregón[13]
- Luis Miguel: La serie (2018) - Paulina López Portillo Romano
- Como dice el dicho (2012) - 2 capítulos
- La rosa de Guadalupe (2008-2009) - Varios Capítulos
- La Hora Pico (2007) - Ella misma
- Skimo (2007-2008) - Wendy

### Teatro
- El cartero (2013) - Ella misma

## Premios y nominaciones

### Premios TVyNovelas
| Año  | Categoría                 | Telenovela       | Resultado |
| ---- | ------------------------- | ---------------- | --------- |
| 2017 | Mejor actriz juvenil      | Vino el amor     | Nominada  |
| 2013 | Mejor revelación femenina | Cachito de cielo | Nominada  |

### People en Español
| Año  | Categoría           | Telenovela       | Resultado |
| ---- | ------------------- | ---------------- | --------- |
| 2013 | Mejor Nuevo Talento | Cachito de cielo | Nominada  |

### Q Que... México
| Año  | Categoría            | Telenovela          | Resultado |
| ---- | -------------------- | ------------------- | --------- |
| 2014 | Mejor actriz juvenil | Por siempre mi amor | Ganadora  |

### La Agrupación de Críticos y Periodistas de Teatro (ACPT)
| Año  | Categoría                 | Obra       | Resultado |
| ---- | ------------------------- | ---------- | --------- |
| 2014 | Mejor Revelación Femenina | El cartero | Ganadora  |